# Mrągowo (gromada)
Mrągowo (planowana lecz nie wdrożona nazwa: Marcinkowo) – dawna gromada, czyli najmniejsza jednostka podziału terytorialnego Polskiej Rzeczypospolitej Ludowej w latach 1954–1972.
Gromady, z gromadzkimi radami narodowymi (GRN) jako organami władzy najniższego stopnia na wsi, funkcjonowały od reformy reorganizującej administrację wiejską przeprowadzonej jesienią 1954 do momentu ich zniesienia z dniem 1 stycznia 1973, tym samym wypierając organizację gminną w latach 1954–1972.
Gromadę Mrągowo z siedzibą GRN w mieście Mrągowie (nie wchodzącym w jej skład) utworzono – jako jedną z 8759 gromad na obszarze Polski – w powiecie mrągowskim w woj. olsztyńskim na mocy uchwały nr 18 WRN w Olsztynie z dnia 4 października 1954. W skład jednostki weszły obszary dotychczasowych gromad Bagienice, Bagienice Małe, Gązwa, Karwie, Marcinkowo, Nowe Bagienice i Polska Wieś ze zniesionej gminy Marcinkowo w tymże powiecie. Dla gromady ustalono 18 członków gromadzkiej rady narodowej. Gromada powstała w miejsce planowanej gromady Marcinkowo z siedzibą w Marcinkowie.
1 stycznia 1958 do gromady Mrągowo włączono wieś Krzywe oraz osady Krzywiec i Krzosowo ze zniesionej gromady Brejdyny, a także wsie Czerwonki, Muntowo i Popowo Salęckie, wieś i młyn Młynowo oraz osady Poręby, Muntowska Góra, Pełkowo, Piotrówka i Wola Muntowska ze zniesionej gromady Muntowo – w tymże powiecie.
1 stycznia 1960 do gromady Mrągowo włączono wsie Probark i Nowy Probark oraz PGR Probark ze zniesionej gromady Kosewo w tymże powiecie.
31 grudnia 1961 do gromady Mrągowo włączono wsie Grabowo i Wólka Baranowska oraz osady Dobroszewo i Głazowo ze zniesionej gromady Grabowo w tymże powiecie.
22 grudnia 1971 do gromady Mrągowo włączono sołectwa Mierzejewo, Notyst Mały, Użranki i Zalec ze zniesionej gromady Użranki w tymże powiecie.
1 stycznia 1972 do gromady Mrągowo włączono tereny o powierzchni 1.871 ha z miasta Mrągowo w tymże powiecie; z gromady Mrągowo wyłączono natomiast część wsi Polska Wieś (15 ha), włączając ją do Mrągowa.
Gromada przetrwała do końca 1972 roku, czyli do kolejnej reformy gminnej. 1 stycznia 1973 w powiecie mrągowskim utworzono gminę Mrągowo.